# Persicaria malaica
Persicaria malaica är en slideväxtart som först beskrevs av Danser, och fick sitt nu gällande namn av Galasso. Persicaria malaica ingår i släktet pilörter, och familjen slideväxter. Inga underarter finns listade i Catalogue of Life.